# سینمون لیک (اوهایو)
سینمون لیک (به انگلیسی: Cinnamon Lake) یک منطقهٔ مسکونی در ایالات متحده آمریکا است که در شهرستان اشلند، اوهایو واقع شده‌است. سینمون لیک ۴٫۸ کیلومتر مربع مساحت و ۱٬۲۴۳ نفر جمعیت دارد و ۳۶۸٫۸۱ متر بالاتر از سطح دریا واقع شده‌است.